# Потуторы
Потуторы (укр. Потутори) — село в Бережанской городской общине Тернопольского района Тернопольской области Украины.
До 2020 года входило в Бережанский район.
Код КОАТУУ — 6120486401. Население по переписи 2001 года составляло 604 человека.

## Географическое положение
Село Потуторы находится на левом берегу реки Золотая Липа в месте впадения в неё реки Ценюв,
выше по течению на расстоянии в 2,5 км расположен город Бережаны,
ниже по течению на расстоянии в 2 км расположено село Рыбники,
на противоположном берегу — село Посухов.
Через село проходит автомобильная дорога Т-2004 и
железная дорога, станция Потуторы в 2-х км.

## История
- 1453 год — дата основания.

## Объекты социальной сферы
- Школа.
- Клуб.
- Фельдшерско-акушерский пункт.

## Достопримечательности
- Братская могила советских воинов.